# Jack McCallister (baseball)
Jack McCallister (19 janvier 1879 à Marietta en Ohio - 18 octobre 1946) est un manager américain de baseball à la tête des Cleveland Indians en Ligue majeure en 1927.

## Carrière
McCallister voit sa carrière naissante de joueur brisée dès 1902 par une grave blessure. Alité pendant deux ans, il devient arbitre en 1905 puis tente, en vain, sa chance en tant que joueur de ligues mineures en 1906 et 1907. Il prend ensuite un emploi de bureau dans des petits clubs de l'Ohio pendant cinq ans.
Repéré par Charles Somers, il est engagé par les Cleveland Indians en 1913 comme instructeur et recruteur. Il assiste Tris Speaker quand ce dernier est manager-joueur de 1919 à 1926. Speaker annonce son départ à la surprise générale le 29 novembre 1926 ; McCallister est nommé manager le 11 décembre.
La saison 1927 n'est pas fameuse en matière de résultats (66 victoires pour 87 défaites) et la vente de la franchise à Alva Bradley en novembre scelle son sort : il est remercié le 10 décembre.
Il devient ensuite instructeur pour les Detroit Tigers en 1928, puis recruteur pour les Boston Red Sox de 1929 à 1933, les Cincinnati Reds en 1934 et les Boston Braves de 1936 à 1946.